# Cryptachaea fresno
Espèce
Synonymes
- Achaearanea fresno Levi, 1955

Cryptachaea fresno est une espèce d'araignées aranéomorphes de la famille des Theridiidae.

## Distribution
Cette espèce est endémique de Californie aux États-Unis,. Elle se rencontre dans les comtés d'Eldorado et de Fresno.

## Description
Le mâle holotype mesure 2,7 mm et la femelle paratype 3,5 mm.

## Étymologie
Son nom d'espèce lui a été donné en référence au lieu de sa découverte, le comté de Fresno.

## Publication originale
- Levi, 1955 : The spider genera Coressa and Achaearanea in America north of Mexico (Araneae, Theridiidae). American Museum novitates, no 1718, p. 1-33 (texte intégral).